# Legion Mickiewicza

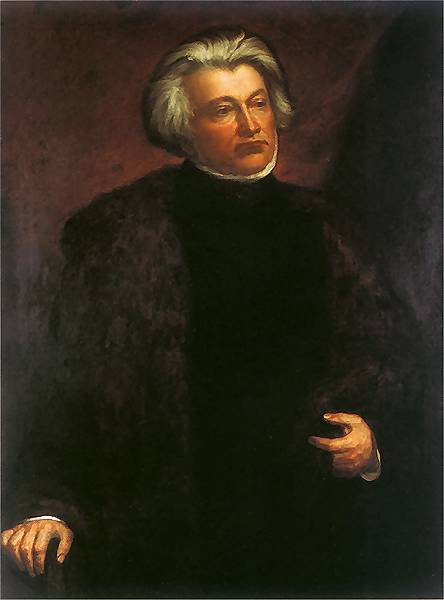
Adam Mickiewicz

Legion Mickiewicza (Legion Polski, Zastęp Polski) – jednostka wojskowa utworzona przez Adama Mickiewicza 29 marca 1848 r. w Rzymie.
Zadaniem formacji był udział w walce o wyzwolenie Włoch. Liczący ok. 200 żołnierzy oddział wziął udział w kilku bitwach, m.in. w Lombardii, oraz w walkach miejskich w Genui i Rzymie. Próba odsieczy rewolucji węgierskiej skończyła się rozbiciem i rozproszeniem Legionu w Grecji.
Legionowi Mickiewicza towarzyszyły od początku hasła polityczne i społeczne, ujęte w Składzie zasad, który opracował sam Mickiewicz. Wyrażały one m.in. wolność sumienia, równość obywateli, uwłaszczenie chłopów i równouprawnienie kobiet. Widoczne też w nim były hasła panslawizmu - współpracy i braterstwa wszystkich narodów słowiańskich.
Od 1849 roku na czele Legionu Mickiewicza stał pułkownik Aleksander Fijałkowski. Legion pod dowództwem Fijałkowskiego odznaczył się chlubnie, broniąc Rzymu przed połączonymi siłami austriacko-francuskimi i za męstwo sam Aleksander Fijałkowski był wielokrotnie wymieniany w rozkazach dziennych dowódcy armii, generała Garibaldiego.